# Poplaca
Poplaca je obec v župě Sibiu v Rumunsku. Žije zde přibližně 1 800 obyvatel. Obec tvoří jediná vesnice.